# Jung VN 234
Als Typenreihe Jung VN 234 wurden zweiachsige Lokomotiven der Lokomotivfabrik Jung bezeichnet, die in neun Exemplaren zwischen 1939 und 1958 hergestellt und im Rangier- und Übergabedienst eingesetzt wurden.
Die Lokomotiven sind in etwa den DR-Kleinlokomotiven der Leistungsklasse II zuzuordnen. Einige Lokomotiven sind bis heute erhalten geblieben und als Denkmal oder in Museen vorhanden.

## Geschichte
Die Lokomotiven gehörten zur zweiten Generation von Diesellokomotiven vom Hersteller Jung, die ab 1939 eigene Motoren und Getriebebauarten einführte. Die Beblechung der Fahrzeuge wurde geringfügig modifiziert. 
Drei Privatbahnen erhielten je eine Lokomotive für den Rangierdienst:
- die Neuhaldensleber Eisenbahn-Gesellschaft,
- die Kreis Oldenburger Eisenbahn und
- die Kleinbahn Celle-Soltau, Celle-Munster.

Weitere Lokomotiven wurden an Werkbahnen geliefert: Rhenania-Ossag, Christoph & Unmack, Maschinenfabrik Buckau R. Wolf, ein Eisenwerk in Weidenau (Siegen), die Phoenix AG für Bergbau und Hüttenbetrieb und eine Firma in Netphen. Nach dem Zweiten Weltkrieg erfolgte die Fertigung einiger Exemplare aus Restteilen.

## Technik
Die Lokomotiven besitzen neben dem Vorbau einen Tritt zur Mitfahrt für den Rangierer. Sie haben einen kräftigen Blechrahmen, der in Nietkonstruktion hergestellt wurde. Im Bereich des Kettenantriebes sind entsprechende Aussparungen vorhanden. Die Achsfederung ist mit außen liegenden Blattfedern ausgeführt. 
Der Vierzylinder-Zweitakt-Dieselmotor gibt seine Kraft an ein von Jung gefertigtes mechanisches Viergang-Getriebe ab. Das Getriebe wurde mit Handschaltung betätigt. Mittels Doppelrollenketten wurden die Achsen angetrieben. Standardmäßig war die Lokomotive nur mit einer Fußbremse ausgerüstet. Bei Privatbahnen ist bei ihr auch eine indirekte Bremse nachgerüstet worden.

## Einsatz
Von den Lokomotiven sind im Jahr 2020 noch einige Exemplare vorhanden.

### Neuhaldensleber Eisenbahn
Die 1939 von der Neuhaldensleber Eisenbahn-Gesellschaft gekaufte Lokomotive wurde als Kö 5 bezeichnet. Sie löste zuvor eingesetzte Lokomotiven von Orenstein & Koppel wegen deren zu geringer Leistung für den Betrieb auf der Hafenbahn ab. Nach 1945 wurde die Lokomotive von der Deutschen Reichsbahn übernommen und trug zuerst die Bezeichnung Kö 5736 und später 100 936-4. Die Lok wurde 1980 ausgemustert und danach an eine Kohlehandlung in Halle (Saale) abgegeben. Hier führte sie bis Mitte der 1990er Jahre den Rangierdienst durch und kam danach zum Oldtimer Museum Rügen.

### Hermann Irle GmbH
Die letzte Lokomotive wurde 1958 an die Hermann Irle GmbH in Netphen verkauft. Bei verschiedenen Industriebetrieben war die Lokomotive lange im Einsatz. Der letzte Datenbankeintrag der Lokomotive stammt aus dem Jahr 2020, der die Lok in einem nicht betriebsfähigen Zustand zeigt.